# Constantius Flood
Constantius Flood, född 1837, död 1908, var en norsk författare, sjöman och bonde.
Bland Floods omfattande författarskap märks främst Saxe Viks Døtre (1863), Listerlandet (1876), samt en mängd sjömansberättelser som Stærke Jansen (1887), Under Kaperflag (1895).
Han var son till köpmannen Paulus Mathias Fredericus Flood och Inger Charlotte Bruun.
Han var gift med Hanna Olina Bachke (1834–1883), de fick sex barn tillsammans. Han gifte seg 1899 med Helene («Helen») Hendriette Torstensen (1871–1950), de fick ett barn tillsammans.